# Cronache avventurose
Cronache avventurose (冒険記?, Bōkenki) è un manga scritto da Leiji Matsumoto nel 1953 prima ancora di diventare un mangaka professionista e pubblicato da Mandarake nel 1998. Rappresenta la prima opera di Leiji Matsumoto in cui si cimenta con il tema dei pirati; il personaggio al centro della storia, Capitan Kingston, rappresenta un primissimo prototipo del più famoso Capitan Harlock. È firmato dall'autore con il proprio vero nome, Akira Matsumoto.
Attraverso gli arrembaggi pirateschi di Capitan Kingston ed il suo incontro con Cristoforo Colombo, Leiji Matsumoto esprime il valore per la libertà rappresentata nella figura del pirata, eroe positivo e romantico. Pubblicato in Italia da Associazione Culturale Leiji Matsumoto nel 2019.